# Силва, Алфредо
Алфредо Силва (порт.-браз. Alfredo Silva; 28 июля 1897, штат Санта-Катарина, по другим данным 5 мая 1896, Сан-Паулу, по третьим данным 5 мая 1876 — 30 декабря 1990, Рио-де-Жанейро), более известный под именем Алфрединьо (порт.-браз. Alfredinho) — бразильский футболист, полузащитник.

## Карьера
Алфрединьо родился в семье Алфредо Жувенала до Силвы и его жены Марии да Глория Консейсан Силвы. Он начал играть в футбол в Санта-Катарине. С 1912 года футболист играл за клуб «Анита Гарибалди». В 1916 году Алфрединьо был признан вторым игроком Флорианополиса. В 1919 году футболист перешёл в клуб «Американо».
В том же году Алфрединьо перешёл в «Ботафого», где дебютировал 14 июля в матче с «Кариокой» (2:1). Там он играл девять лет. Последний матч за клуб Алфрединьо провёл 1 мая 1927 года против «Бангу» (4:2). Однако игрок не бросил футбол, продолжая играть за третью команду «Ботафого», с которой в 1931 году стал чемпионом штата среди третьих составов команд. Тогда же полузащитник завершил карьеру. По некоторым данным Алфрединьо также играл за клуб «Одеон» из Нитероя.
В 1921 году Алфрединьо был вызван в состав сборной Бразилии для участия в чемпионатате Южной Америки. 2 октября 1921 года он вышел на поле в матче с Аргентиной, став первым игроком из штата Санта-Катарина, надевшим футболку национальной команды. Всего за сборную игрок провёл четыре матча. Если данные о рождении в 1876 году верны, то Алфрединьо является самым возрастным игроком, игравшим в сборной Бразилии за всю историю — 46 лет и 6 месяцев.

## Международная статистика
| Матчи Алфрединьо за сборную Бразилии | Матчи Алфрединьо за сборную Бразилии | Матчи Алфрединьо за сборную Бразилии | Матчи Алфрединьо за сборную Бразилии | Матчи Алфрединьо за сборную Бразилии | Матчи Алфрединьо за сборную Бразилии | Матчи Алфрединьо за сборную Бразилии |
| ------------------------------------ | ------------------------------------ | ------------------------------------ | ------------------------------------ | ------------------------------------ | ------------------------------------ | ------------------------------------ |
| №                                    | Дата                                 | Место проведения                     | Оппонент                             | Счёт                                 | Голы                                 | Турнир                               |
| 1                                    | 2 октября 1921                       | Буэнос-Айрес                         | Аргентина                            | 0:1                                  | —                                    | Чемпионат Южной Америки              |
| 2                                    | 12 октября 1921                      | Буэнос-Айрес                         | Парагвай                             | 3:0                                  | 1                                    | Чемпионат Южной Америки              |
| 3                                    | 23 октября 1921                      | Буэнос-Айрес                         | Уругвай                              | 1:2                                  | —                                    | Чемпионат Южной Америки              |
| 4                                    | 29 октября 1922                      | Сан-Паулу                            | Парагвай                             | 3:1                                  | —                                    | Кубок Родригеса Алвеса               |

## Достижения
- Чемпион Южной Америки: 1922
- Обладатель Кубка Родригеса Алвеса: 1922